# Großsteingräber bei Hessenhagen
Die Großsteingräber bei Hessenhagen sind zwei vermutliche megalithische Grabanlagen der jungsteinzeitlichen Trichterbecherkultur (TBK) bei Hessenhagen, einem Ortsteil von Flieth-Stegelitz im Landkreis Uckermark (Brandenburg).

## Lage
Die beiden Anlagen befinden sich im Waldgebiet südlich von Hessenhagen. Sie sind 36 m voneinander entfernt. Ihr Standort ist in der Ortsakte als Fundplatz 7 verzeichnet.

## Beschreibung
Bei den beiden 1942 entdeckten Anlagen handelt es sich um offenbar unvollendete kammerlose Hünenbetten. Sie besitzen Hügelschüttungen mit unvollständigen Umfassungen aus Steinen mit Durchmessern zwischen 0,5 m und 1,65 m, die bis zu 0,65 m aus der Erde ragen. Grab 1 ist nordost-südwestlich orientiert und hat eine Länge von 12 m sowie eine Breite von 7 m. Grab 2 ist nord-südlich orientiert und hat eine Länge von 8,5 m sowie eine Breite von 4,5 m.
Eine Grabung fand bisher nicht statt, auch Lesefunde sind nicht bekannt. Eine Zuordnung zur Trichterbecherkultur erfolgt daher nur nach dem Ausschlussprinzip, da keine andere Kultur in der Uckermark Megalithbauten errichtete.